# Erpobdella punctata
Erpobdella punctata är en ringmaskart som först beskrevs av Joseph Leidy 1870.  Erpobdella punctata ingår i släktet Erpobdella och familjen hundiglar.

## Underarter
Arten delas in i följande underarter:
- E. p. mexicana
- E. p. punctata
- E. p. coastalis